# Politique au Monténégro
Le Monténégro est une république parlementaire multipartite, où le Premier ministre est le chef du gouvernement. Le pouvoir exécutif est exercé par le gouvernement tandis que le pouvoir législatif est partagé entre le gouvernement et le Parlement. Le pouvoir judiciaire est indépendant des deux premiers. La déclaration d'indépendance a lieu en 2006. Le pays est candidat à l'Union européenne depuis 2010.

## Constitution
La Constitution du Monténégro, ratifiée et adoptée par le Parlement le 19 octobre 2007, est entrée officiellement en vigueur le 22 octobre de la même année en remplacement de la Constitution de 1992. Elle définit le Monténégro comme une démocratie où les droits civils et la justice sociale sont protégés.

## Pouvoir exécutif
| Fonction         | Nom             | Parti | Depuis          |
| ---------------- | --------------- | ----- | --------------- |
| Président        | Jakov Milatović | PES!  | 20 mai 2023     |
| Premier ministre | Milojko Spajić  | PES!  | 31 octobre 2023 |

Le président est élu pour cinq ans au suffrage universel direct. Il nomme le Premier ministre ainsi que le président et les juges de la Cour constitutionnelle, avec l'accord du Parlement. Le gouvernement est élu à la majorité par le Parlement.

## Pouvoir législatif
Le Parlement compte 81 membres élus pour quatre ans. Le système multipartite favorise les alliances et coalitions et ne permet guère à un seul parti de remporter la majorité des sièges. Entre autres compétences attribuées par la constitution, le Parlement adopte les lois, ratifie les traités et approuve le budget. Il peut voter une motion de défiance contre le gouvernement.